# Bloomfield (Nebraska)
Bloomfield és una població dels Estats Units a l'estat de Nebraska. Segons el cens del 2000 tenia 1.126 habitants.

## Demografia
Segons el cens del 2000, Bloomfield tenia 1.126 habitants, 521 habitatges, i 300 famílies. La densitat de població era de 530,2 habitants per km².
Dels 521 habitatges en un 19% hi vivien nens de menys de 18 anys, en un 50,3% hi vivien parelles casades, en un 5,8% dones solteres, i en un 42,4% no eren unitats familiars. En el 38,8% dels habitatges hi vivien persones soles el 26,1% de les quals corresponia a persones de 65 anys o més que vivien soles. El nombre mitjà de persones vivint en cada habitatge era de 2,01 i el nombre mitjà de persones que vivien en cada família era de 2,65.
Per edats la població es repartia de la següent manera: un 17,3% tenia menys de 18 anys, un 5,6% entre 18 i 24, un 18% entre 25 i 44, un 22,7% de 45 a 60 i un 36,3% 65 anys o més.
L'edat mediana era de 52 anys. Per cada 100 dones de 18 o més anys hi havia 77,7 homes.
La renda mediana per habitatge era de 25.435 $ i la renda mediana per família de 36.705 $. Els homes tenien una renda mediana de 27.426 $ mentre que les dones 17.273 $. La renda per capita de la població era de 15.562 $. Aproximadament el 5,6% de les famílies i el 10,9% de la població estaven per davall del llindar de pobresa.

## Poblacions més properes
El següent diagrama mostra les poblacions més properes.